# Solva nigritibialis
Solva nigritibialis är en tvåvingeart som först beskrevs av Pierre Justin Marie Macquart 1839.
Solva nigritibialis ingår i släktet Solva och familjen lövträdsflugor. Artens utbredningsområde är Kanarieöarna. Inga underarter finns listade i Catalogue of Life.